# Rhyacophila tehama
Rhyacophila tehama là một loài Trichoptera trong họ Rhyacophilidae. Chúng phân bố ở miền Tân bắc.